# (14953) Bevilacqua
(14953) Bevilacqua est un astéroïde de la ceinture principale.

## Description
(14953) Bevilacqua est un astéroïde de la ceinture principale. Il fut découvert le 13 février 1996 à Cima Ekar par Maura Tombelli et Giuseppe Forti. Il présente une orbite caractérisée par un demi-grand axe de 2,31 UA, une excentricité de 0,14 et une inclinaison de 5,7° par rapport à l'écliptique.

## Compléments